# دالاس تاونسند
دالاس تاونسند (بالإنجليزية: Dallas Townsend)‏ هو صحفي أمريكي، ولد في 17 يناير 1919، وتوفي في 1 يونيو 1995.